# 贝尔戈代尔
贝尔戈代尔（法語：Belgodère，法語發音：[bɛlɡɔdɛʁ]）是法国上科西嘉省的一个市镇，属于卡尔维区。

## 地理
贝尔戈代尔（42°35'8"N, 9°1'4"E）面积13.01 平方千米，位于法国上科西嘉省，该省份位于科西嘉北部，后者为地中海西部的一座岛屿，也是法国的一个单一领土集体，位于法国大陆部分的东南面，意大利半島的西面，最临近的地块是撒丁岛。
与贝尔戈代尔接壤的市镇（或旧市镇、城区）包括：奥基亚塔纳、奥尔米-卡佩拉、帕拉斯卡。

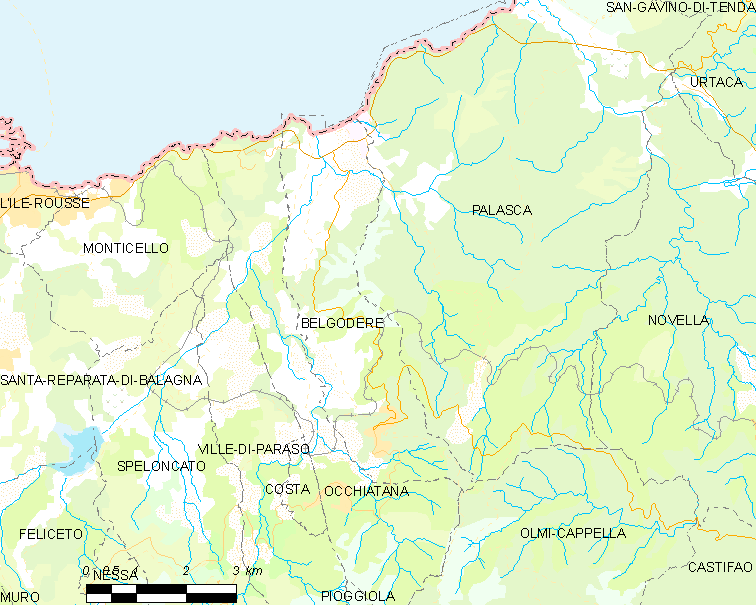
贝尔戈代尔的OSM定位图

贝尔戈代尔的时区为UTC+01:00、UTC+02:00（夏令时）。

## 行政
贝尔戈代尔的邮政编码为20226，INSEE市镇编码为2B034。

## 政治
贝尔戈代尔所属的省级选区为利勒鲁斯县。

## 人口

1962-2008年间贝尔戈代尔人口变化图示

贝尔戈代尔于2022年1月1日时的人口数量为773人。